# Razarači klase 052C
Tip 052C (također se navodi kao klasa Lanzhou prema glavnom brodu ili klasa Luyang-II prema kodnom nazivu NATO-a) je klasa od šest razarača s vođenim projektilima Mornarice Narodnooslobodilačke vojske.

## Općenito
Tip 052C je razvijen iz prethodnog tipa 052B i djelomično je zamijenio razarače tipa 051 u službi.

## Tehnologija

### Trup i pogon
Trup razarača tipa 052C dug je 155,5 metara, širok 17,2 metra i ima najveću istisninu od 7000 tona s gazom od 6,1 metar. Pogone ga dvije plinske turbine i dva brodska dizel motora (CombinedDieselorGas pogon). Snaga se prenosi na dvije osovine, svaka s jednim vijkom. Najveća brzina je 32 čvora (59 km/h).

### Naoružanje
Tip 052C nosi ukupno 48 HHQ-9 projektila zemlja-zrak, čiji je maksimalni domet djelovanja 102 km. Protuavionske rakete lansiraju se hladno. Osam okomitih lansera, svaki s po šest raketa po "bubnju", koji služe kao lansirni kontejneri. Brod također ima osam lansera protubrodskih projektila YJ-62 postavljenih na krmi iza hangara. Svaka raketa ima domet od 280 km. Osim toga, plovila ove klase nose 100 mm top PJ-87 i dva sedmocijevna 30 mm Type 730 CIWS Gatling topa.

## Vanjske poveznice
- Tip 052C na GlobalSecurity.org